# Cinerama Dome
Le Cinerama Dome, situé au 6360 Sunset Boulevard est une célèbre salle de cinéma d'Hollywood. Son succès fut immédiat, dès son ouverture, le 7 novembre 1963.

## Présentation
Son style architectural le rattache au mouvement Googie, en vogue dans le sud de la Californie au début des années 1960.
Il est classé monument historique-culturel de Los Angeles (Los Angeles Historic-Cultural Monument) le 18 décembre 1998 par la municipalité de Los Angeles.
Il apparaît dans le film Once Upon a Time… in Hollywood (2019) de Quentin Tarantino, et dans la saison 10 de la série Curb Your Enthusiasm (2020) crée par Larry David